# 盧特恩

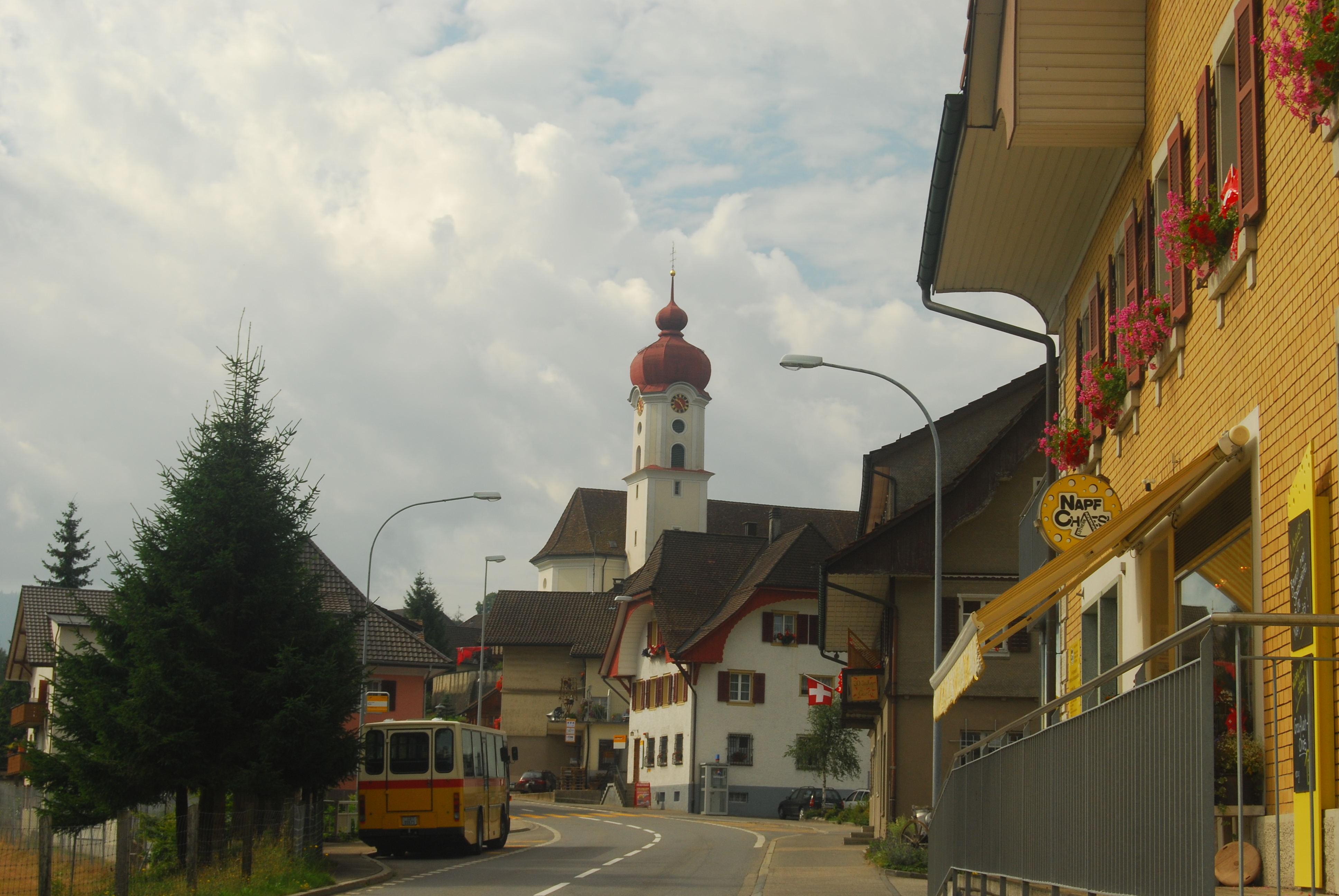

盧特恩是瑞士的城鎮，位於該國中部，由琉森州負責管轄，面積37.81平方公里，四成半土地是農業用地，海拔高度775米，2011年人口1,353，人口密度每平方公里36人。